# Jan Van Asperen

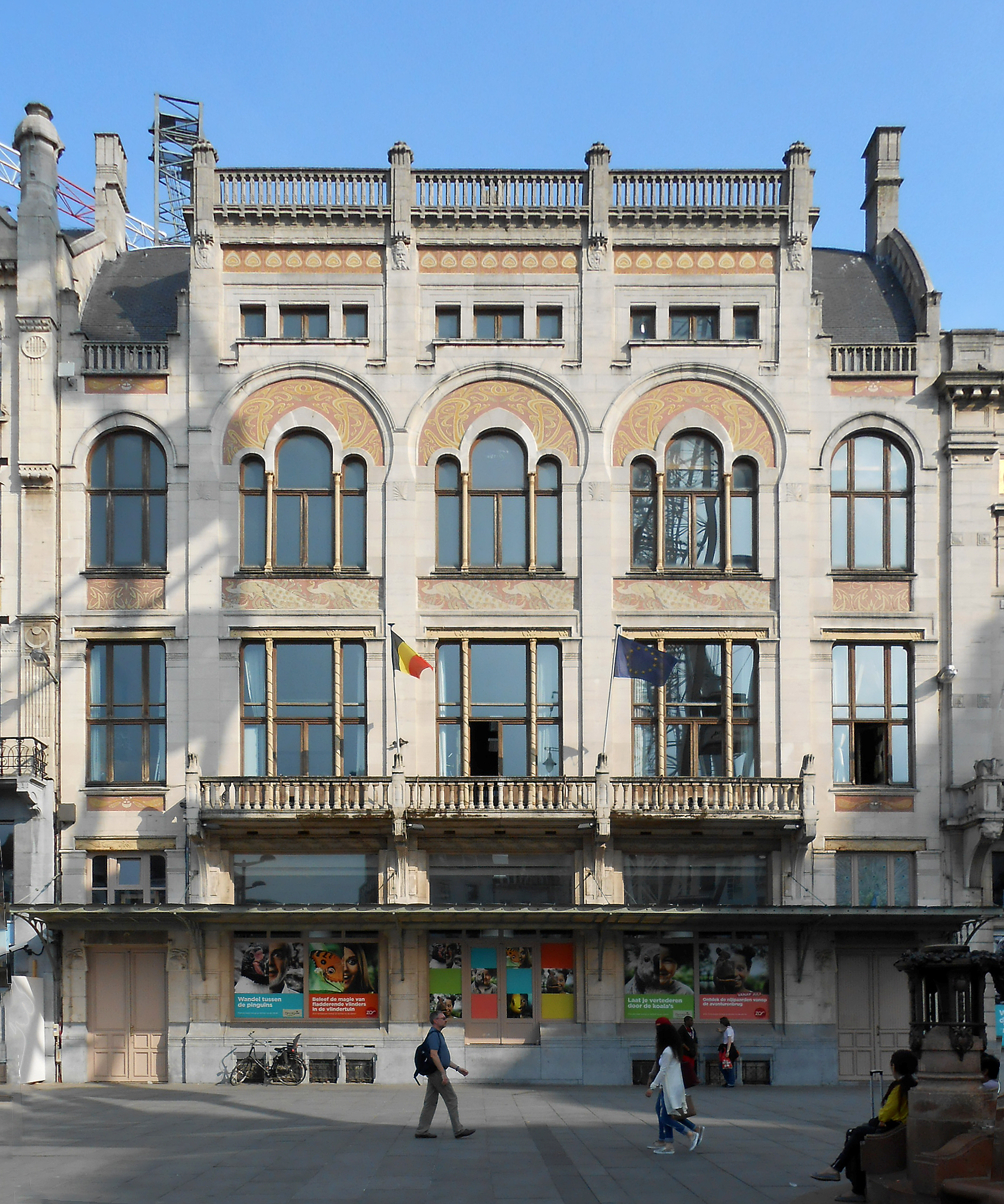
Paon Royal (Koningin Astridplein, naast de ZOO). Gebouwd in samenwerking met de architecten Van Averbeke en Thielens (1899).

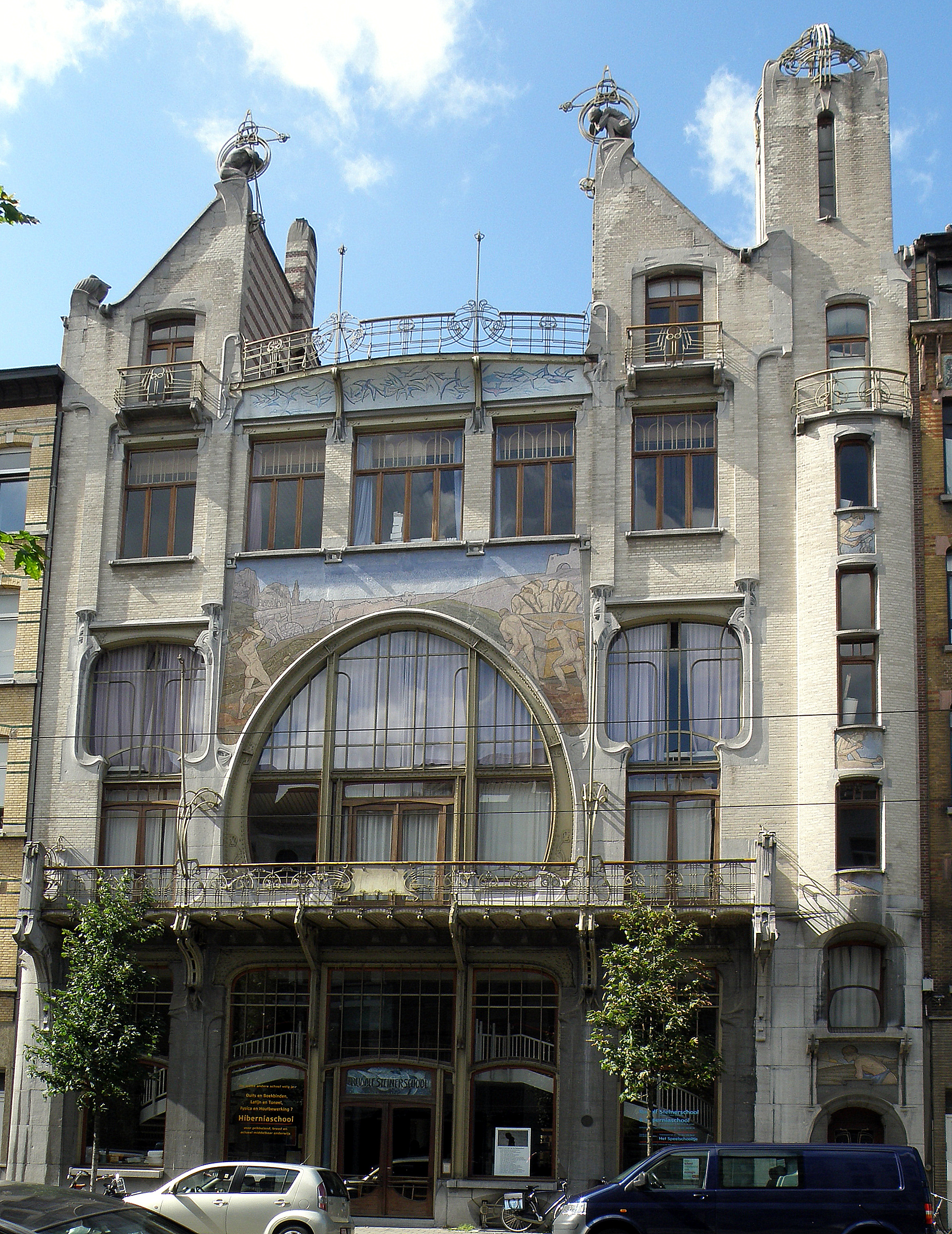
Liberaal Volkshuis, Volkstraat 40 (ca. 1900).

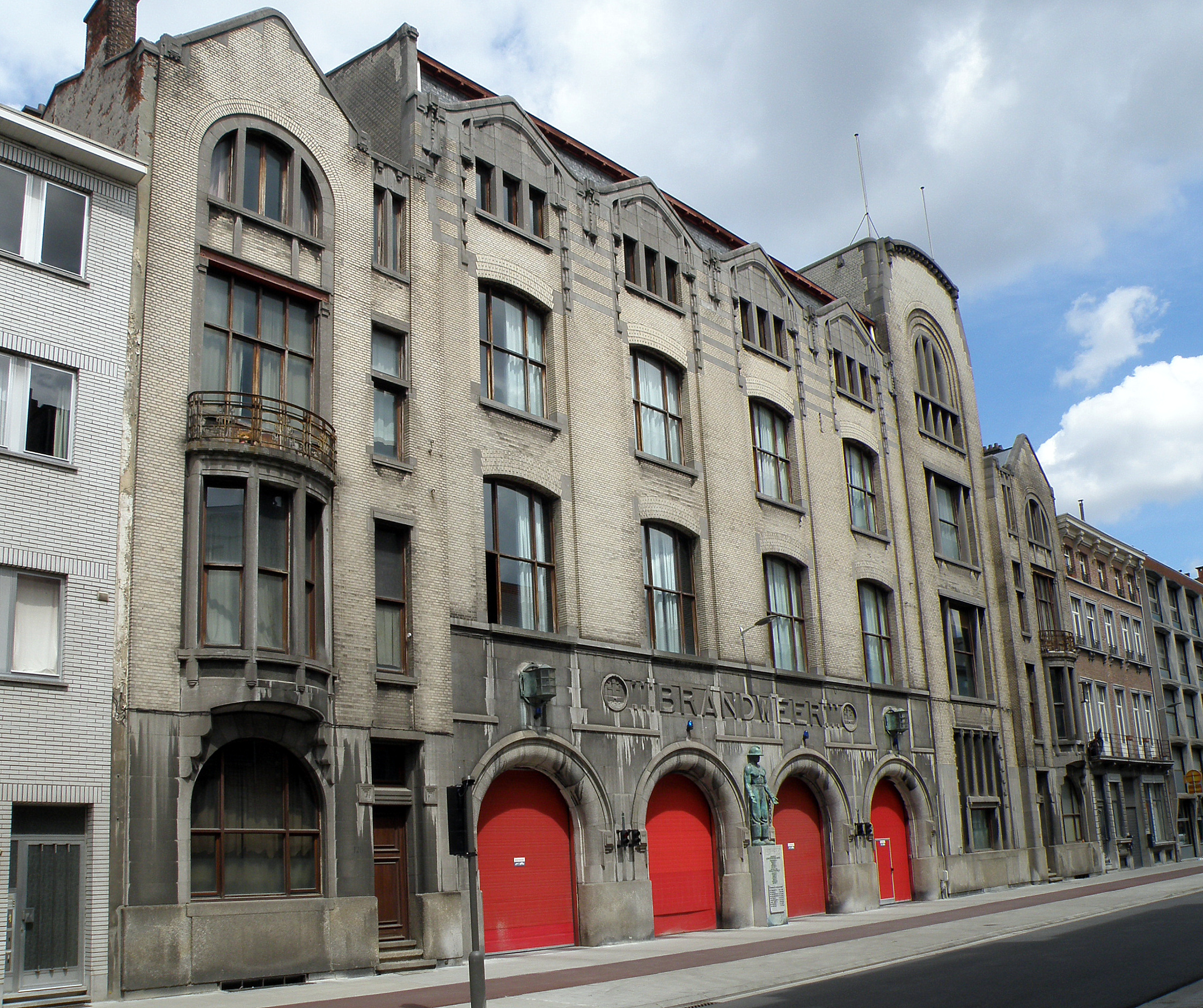
Brandweerkazerne, Paleisstraat (1907).

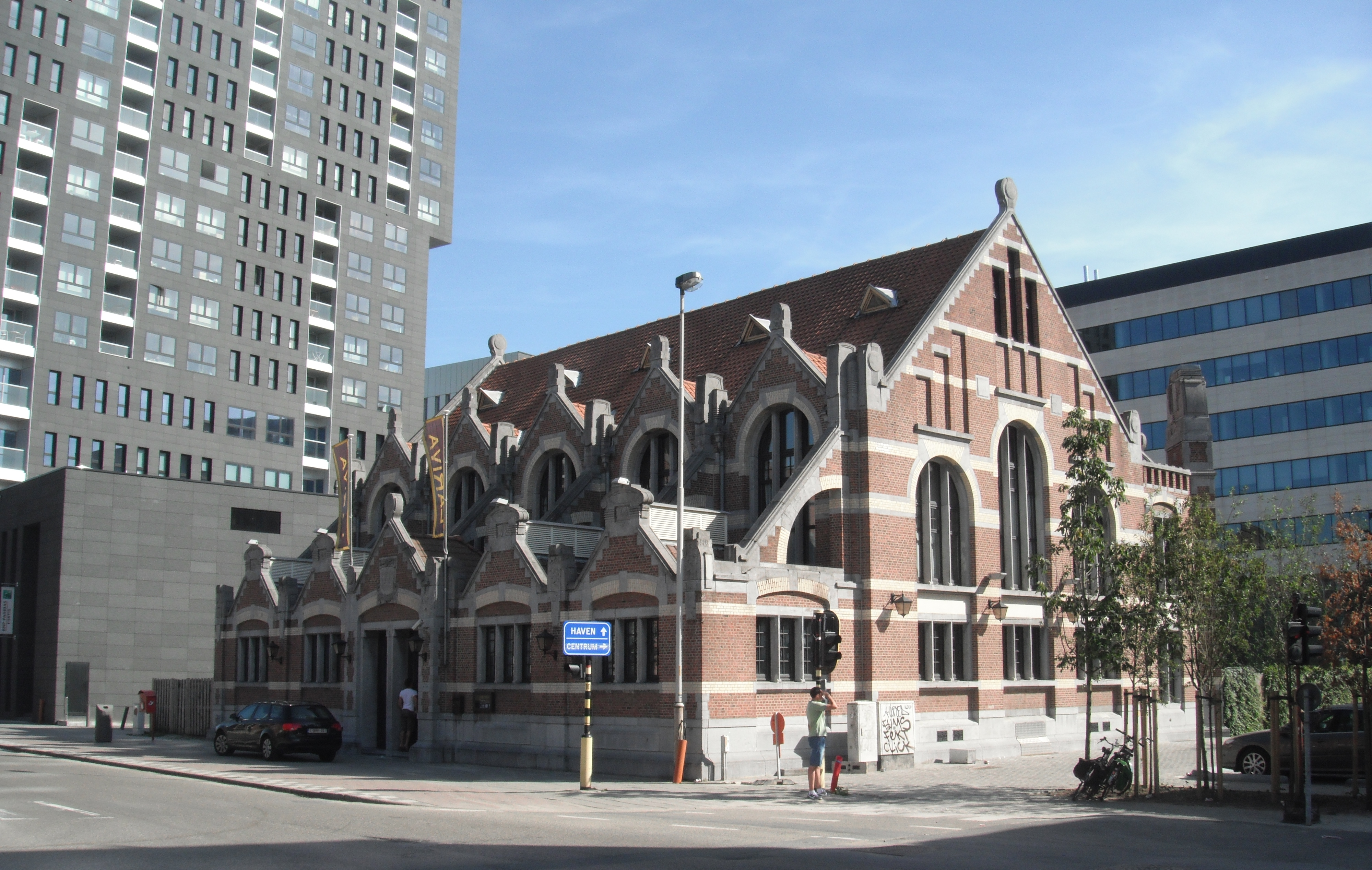
Schuilplaats voor werklieden, Londenstraat 52 (1908).

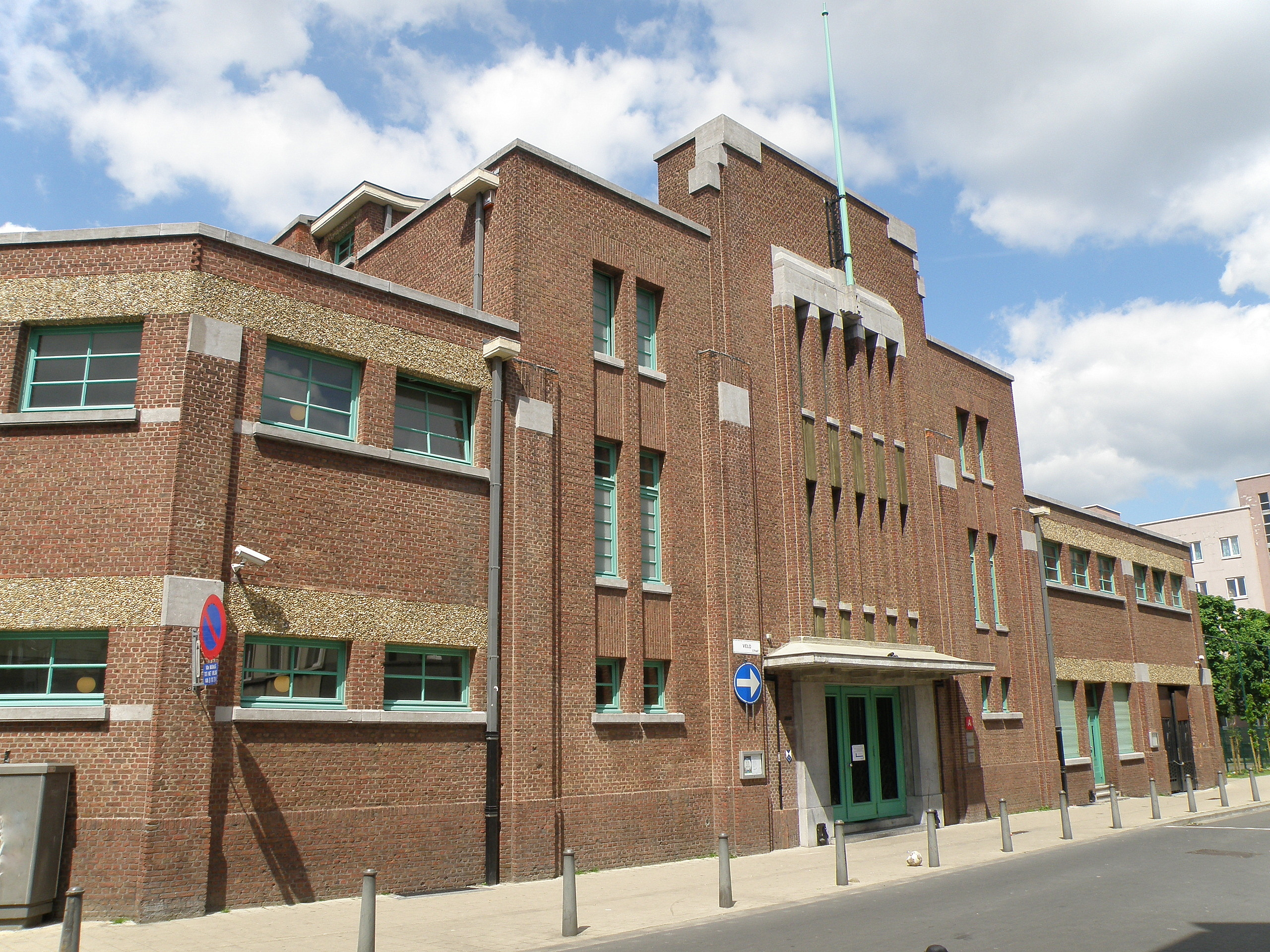
Zwembad, Veldstraat 2 (1931).

Jan Van Asperen (Den Haag, 12 oktober 1876,  Antwerpen, 16 april 1962) was een Belgische architect van Nederlandse afkomst. Hij was een vriend en collega van Emiel Van Averbeke (1876-1946). In het begin van zijn carrière was hij te Antwerpen een van de voornaamste ontwerpers van gebouwen in art-nouveaustijl: aanvankelijk in de meest uitbundige vorm (onder meer het "Volkshuis" in Volkstraat) en later in een meer sobere vorm. Gaandeweg evolueerde hij naar art deco, waarin hij vanaf circa 1910 tot aan de Tweede Wereldoorlog (eventueel in samenwerking met andere architecten) verscheidene gebouwen optrok ten behoeve van het Antwerpse stadsbestuur.

## Biografie
Toen zoontje Jan twee jaar was (1878) verhuisden zijn ouders van Den Haag naar Antwerpen. Hij groeide er op en deed er zijn studie "Architectuur" aan de Koninklijke Academie voor Schone Kunsten waar hij zijn leeftijdsgenoot Emiel Van Averbeke als schoolkameraad had, en met wie hij zijn ganse leven bevriend bleef. Op het einde van zijn studietijd deed Jan stage bij de belangrijke Antwerpse art-nouveau-architect: Emiel Thielens (°1854, †1911).
Mettertijd verbond hij zich door het huwelijk met Rita Maria Pauwels.
Een van Van Asperens eerste bouwwerken (ontworpen in samenwerking met Van Averbeke) is het zeer opmerkelijke Volkshuis "Help U Zelve" (1898-1901) (art nouveau) in de Volkstraat.
Bij de aanvang van zijn loopbaan werd Van Asperen gelast met het tekenen van de plans voor de viaduct-spoorwegbedding die het Centraal Station met 't station van Berchem verbindt. Deze viaduct is een typisch plaatselijk zinnebeeld. Hij bestaat uit een opeenvolging van bruggen en blinde bogen, aangevuld met torentjes en klokkentorens.

Omstreeks de overgang van de negentiende naar de twintigste eeuw solliciteerde Jan Van Asperen ook voor tewerkstelling bij de stad Antwerpen. Om diens sollicitatie te ondersteunen, richtte architect Leonard Blomme (°1840, †1918) (docent "Architectuur" aan de Koninklijke Academie) op 1 september 1902 een aanbevelingsbrief aan het Antwerpse stadsbestuur.
Omstreeks die tijd (1903) woonde de nog jonge Van Asperen in de Cuylitsstraat 9. Achteraf (vanaf 1904) vestigde hij zich  in een door hemzelf ontworpen woning aan de Simonsstraat, met blikveld op de spoorweg.
Van Asperen had naast Van Averbeke en Alexis Van Mechelen (°1864, †1919) ongetwijfeld een belangrijk aandeel in de constructie van de gelagzaal der Koninklijke Vlaamse Opera (1905).
Nadat Van Asperen als architect-tekenaar door de stad was aangeworven, werkte hij wederom samen met Van Averbeke die inmiddels stadsarchitect was geworden. In zijn functie droeg Van Asperen bij tot de constructie van:
- de eclectische Stadsfeestzaal op de Meir (1908) (voornaamste bouwmeester: Van Mechelen), en
- de brandweerkazerne in de Paleisstraat (1907) (art nouveau).

In 1910 werd hij zelf stadsarchitect en later, vanaf 1920 stedenbouwkundig adviseur waardoor zijn bouwactiviteit enigszins verminderde.
Voor de inrichting van de Linkeroever werd in 1933 door IMALSO een wedstrijd georganiseerd waarbij Van Asperen de derde plaats behaalde. In het door hem voorgestelde project had hij zich in sterke mate laten leiden door ideeën die hij tijdens een reis doorheen Noord-Amerika had opgedaan.
Een jaar later, in 1934, werd de inrichting van de tuinen en aanplantingen in de grootste Antwerpse begraafplaats Schoonselhof (district: Hoboken / Wilrijk) aan hem toevertrouwd.
Van Asperen ontwierp monumenten (alle gebeeldhouwd door Edouard Vereycken) voor de slachtoffers van de Eerste Wereldoorlog in:
- Zwijndrecht (Antwerpen)
- Evergem (Sleidinge)
- Hasselt.

Hij behaalde de respectabele leeftijd van 86 jaar en overleed op 16 april 1962. De teraardebestelling geschiedde op de begraafplaats Schoonselhof (perk Y, rij 17) waarvan hij bij leven zelf de inrichting had ontworpen.

## Belangrijkste werken(Selectie)
- In het kader van de verwezenlijking van het Centraal Station, leverde Van Asperen in 1895 de plans voor een verhoogde spoorwegbedding (1100 meter lang), bestemd om het station te verbinden met dat van Berchem. Deze viaduct bestaat uit een lange opeenvolging van blinde bogen en bruggen. De bogen hebben licht hellende afsluitwanden en zijn bekleed met tegels in variërende kleuren en patronen: rode baksteen, witte en gele gehouwen steen afkomstig uit Belgische steengroeven. De balustrades met een verwonderlijk uitzicht, zijn ritmisch ingedeeld en bekroond met torentjes en klokkentorentjes.
- Het liberale Volkshuis, gelegen aan de Volkstraat 40, door Van Asperen ontworpen omstreeks 1900 (in samenwerking met Van Averbeke), wordt algemeen beschouwd als een van de meest geslaagde voorbeelden van de art nouveau in Antwerpen. De monumentale kleurrijke voorgevel waarin polychrome materialen en mozaïeken verwerkt werden, valt sterk op, zowel door het smeedwerk dat de balkons en de vensters siert, als door de geveltop met een inham en ertussen een boog, bekroond met een pelikaan en een gehurkte man.
Nadat op het einde van de 19-de eeuw, de Antwerpse liberale federatie het plan had opgevat om dit groot café te bouwen met theater, bakkerij, conferentie- en feestzaal, besliste ze het ontwerp toe te vertrouwen aan Jan Van Asperen. Doordat alleen zijn naam op de aanvraag tot bouwvergunning voorkomt, is het moeilijk een onderscheid te maken tussen zijn aandeel, en dat van Van Averbeke. Naar verluidt zou deze laatste zijn collega geadviseerd hebben in verband met de versiering van de voorgevel en zou hij ook de mozaïeken gecreëerd hebben.
In de loop der jaren werd het bouwwerk voor verscheidene doeleinden gebruikt. Na de restauratie van 1989 tot 1994 nam de Rudolf Steinerschool er haar intrek, maar van het oorspronkelijke meubilair is weinig of niets overgebleven.
- In 1899 leverde Van Asperen -onder leiding van Van Averbeke en Thielens- een bijdrage voor het ontwerp van het café-restaurant Paon Royal (deel van de ZOO, Koningin Astridplein) (nabij het Centraal Station). Dit art-nouveaugebouw werd in 1903 in gebruik genomen.
- De brandweerkazerne in de Paleisstraat te Antwerpen bestaat uit een reeks gebouwen, opgetrokken omheen een binnenkoer en uitgerust met een tweede gevel in de Bestromingsstraat. Ze werd verwezenlijkt naar plans die Van Asperen had opgemaakt in 1907, in samenwerking met Van Averbeke. Deze laatste zou zich naar verluidt gelast hebben met het ontwerpen van de gevels.
De sobere art-nouveaugevel in de Paleisstraat is opgebouwd met witte baksteen, verfraaid met blauwe hardsteen en vertoont typische decoratieve kenmerken eigen aan Van Averbeke.
- Anno 1908 tekende Van Asperen, samen met Van Mechelen, in opdracht van het toenmalige liberale stadsbestuur, plannen voor een « schuilplaats » voor werklieden. Deze werd in de Londenstraat opgetrokken als tegengewicht voor een gelijkaardig christelijk gemeenschapsgebouw, gelegen aan de overkant van de straat. Het betreft een eclectisch bouwwerk in baksteen en blauwe hardsteen waarvan de uiterlijke vorm doet denken aan een kerk. Het heeft een middenbeuk met vijf traveeën en twee niveaus.
- Het stedelijk zwembad in de Veldstraat (wijk Stuivenberg) werd opgetrokken van 1931 tot 1933. Het omvangrijke technische gedeelte was het oeuvre van ingenieur Joseph Algoet. Echter, het architecturale deel was het werk van de architecten Van Averbeke en Van Asperen. Dit zeer nauwgezet ontwikkelde complex heeft twee lange gevels: de ene in de Veldstraat en de andere in de Alfons Engelsstraat. Ze worden gekenmerkt door bruine baksteen met banden samengeklonterde kiezels en een regelmatige symmetrische indeling. De meubels en de uitrusting van het etablissement (vloeren, houtwerk, cabines, kleedkamers, tribunes, cafetaria, trappen, plafondversiersel, enzovoort) zijn bewaard gebleven en werden in 2010 samen met de buitenkant van het gebouw, volledig gerenoveerd en gerestaureerd.

## Illustraties
Verhoogde spoorwegbedding (lengte: 1100 meter) bestaande uit bruggen, bogen, torentjes, klokkentorentjes, balustrades... (Pelikaanstraat, Simonsstraat, Mercatorstraat, Cuperusstraat, ...).

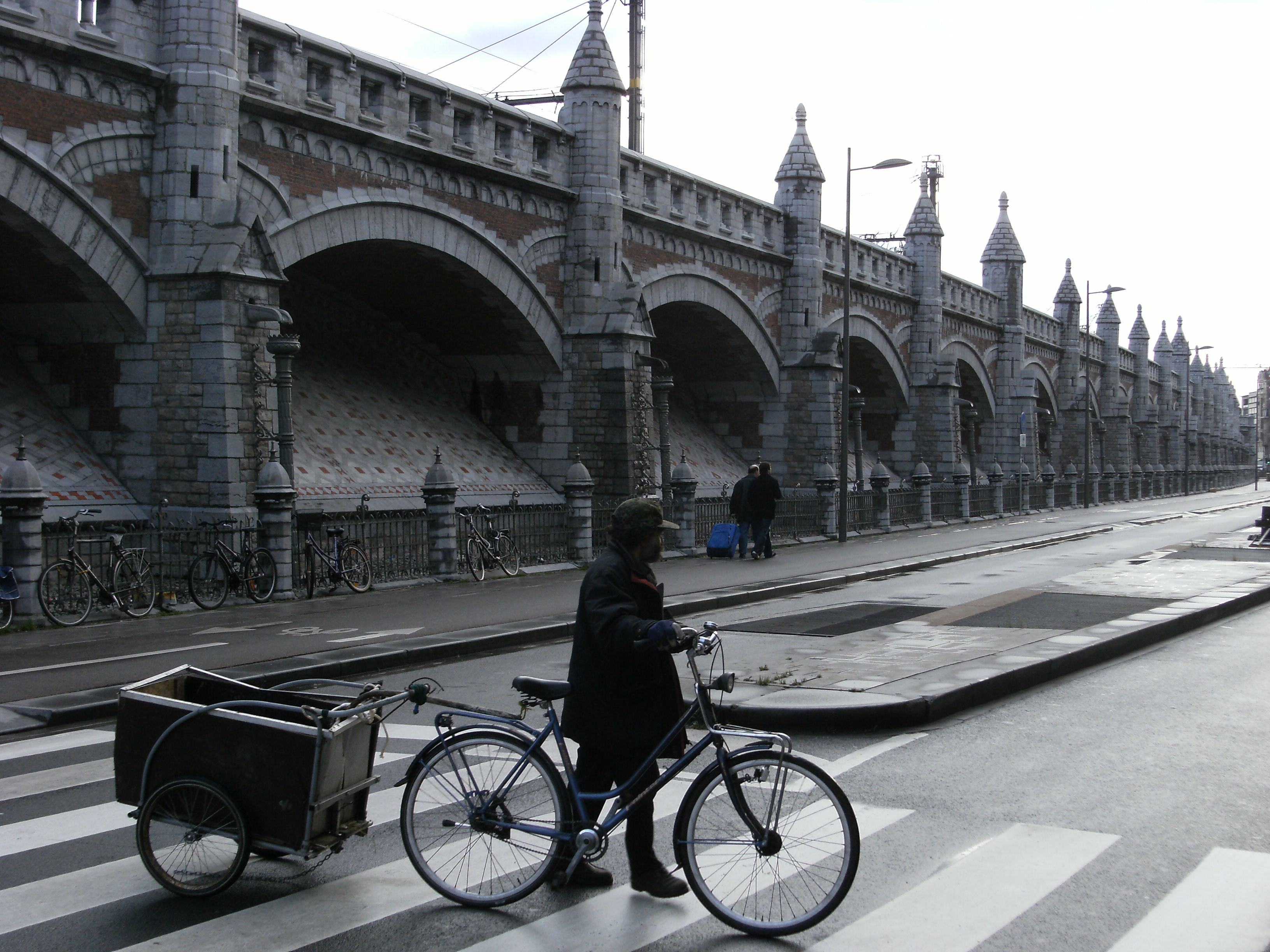
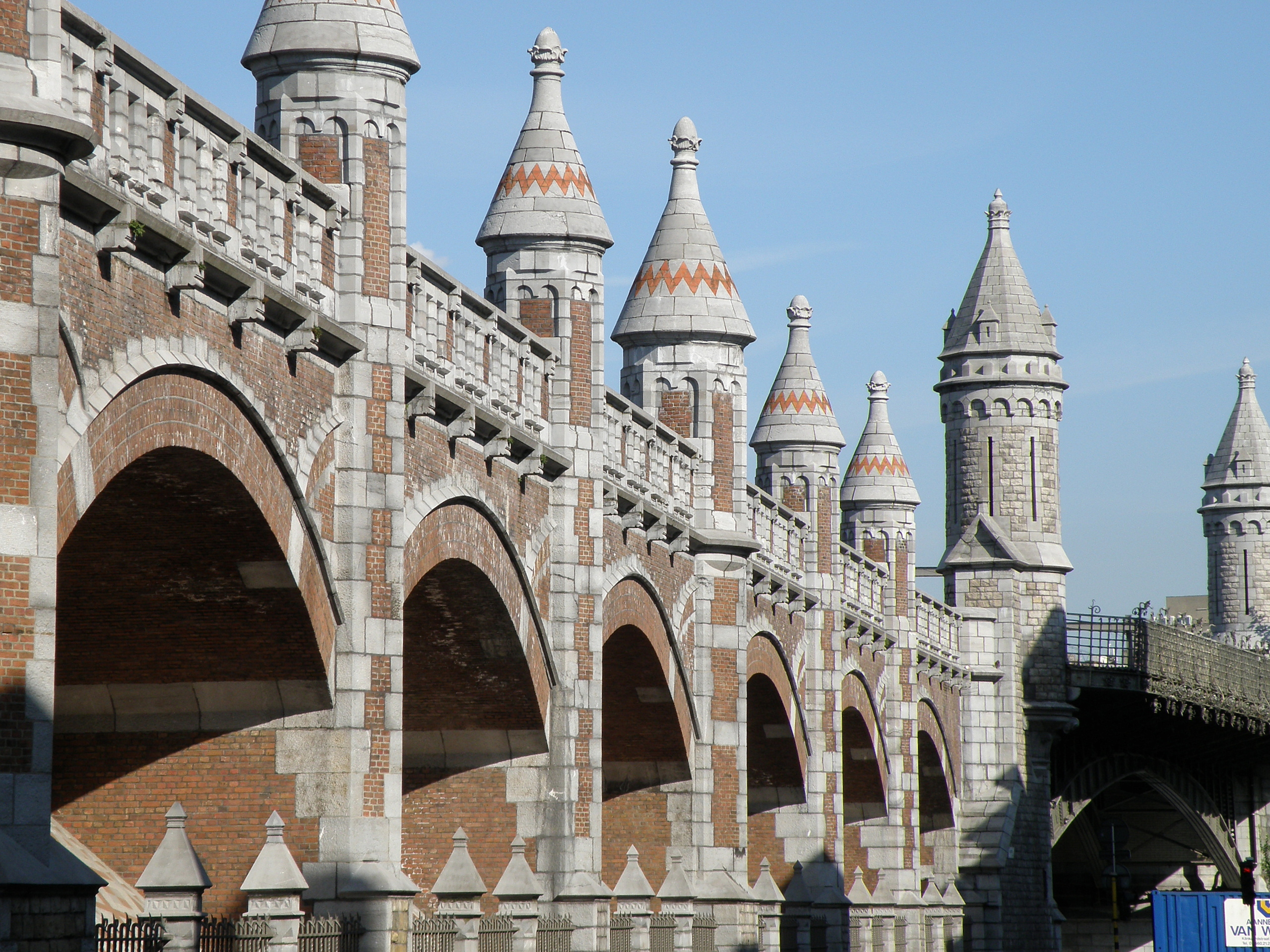
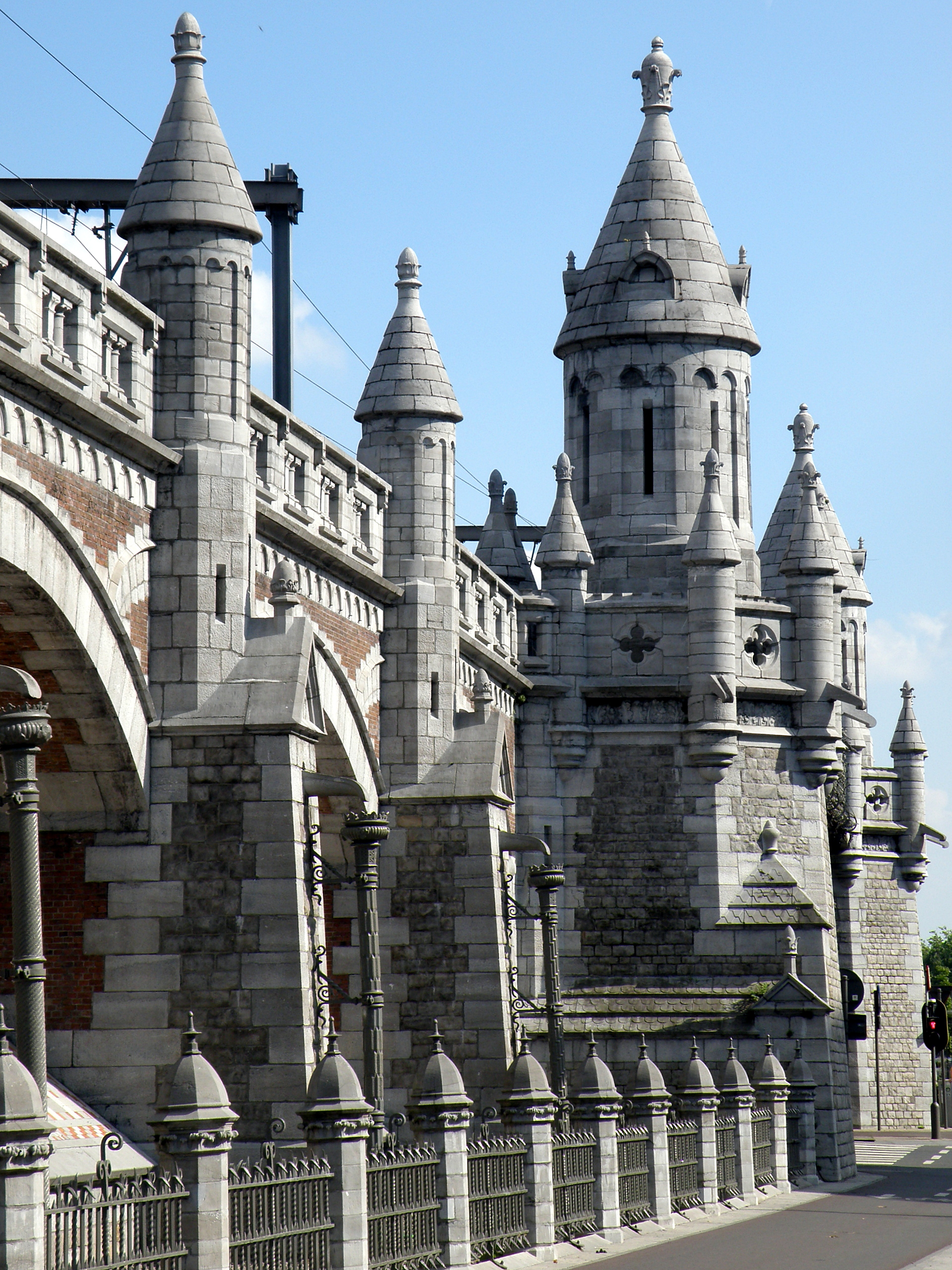
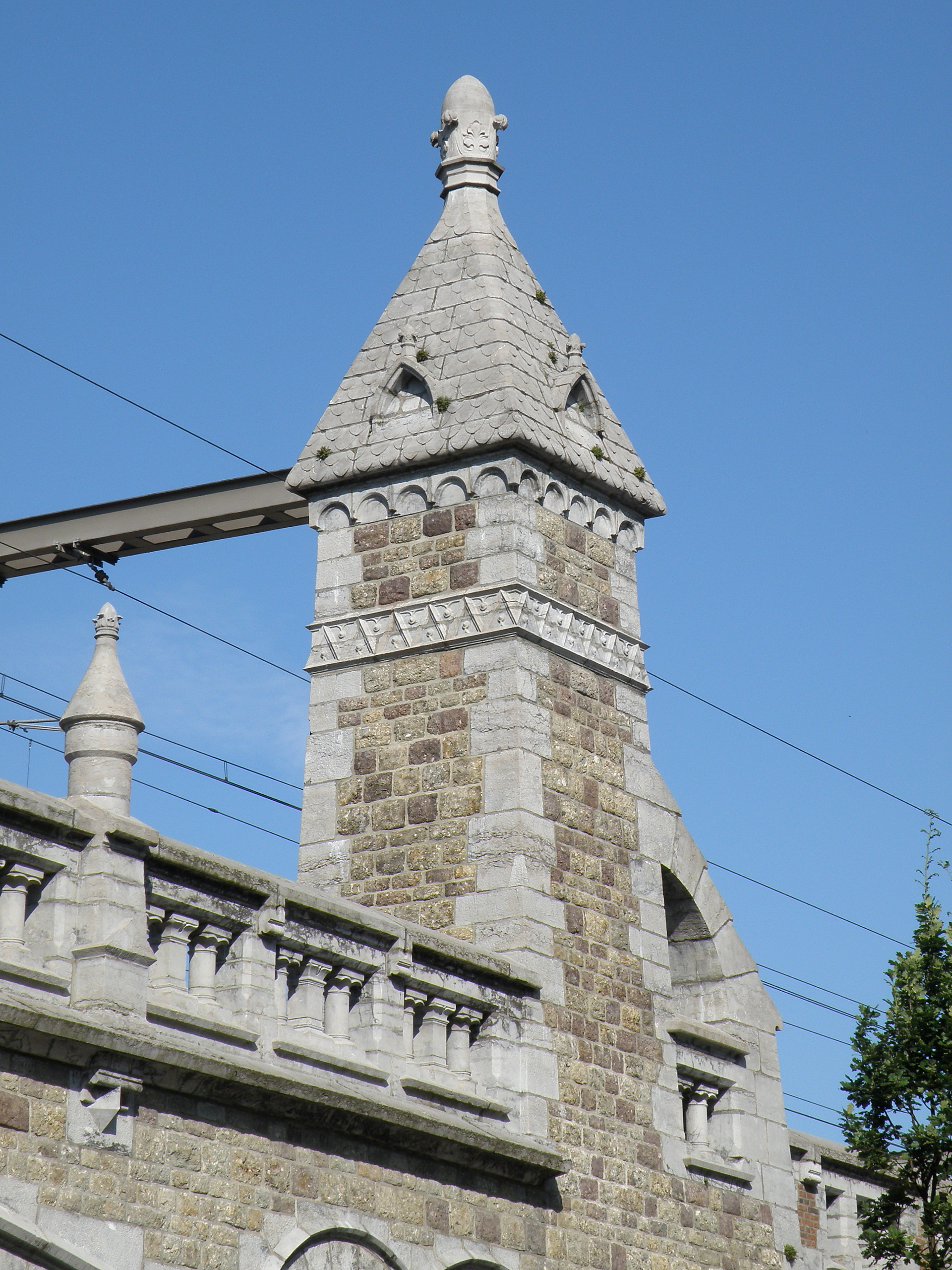
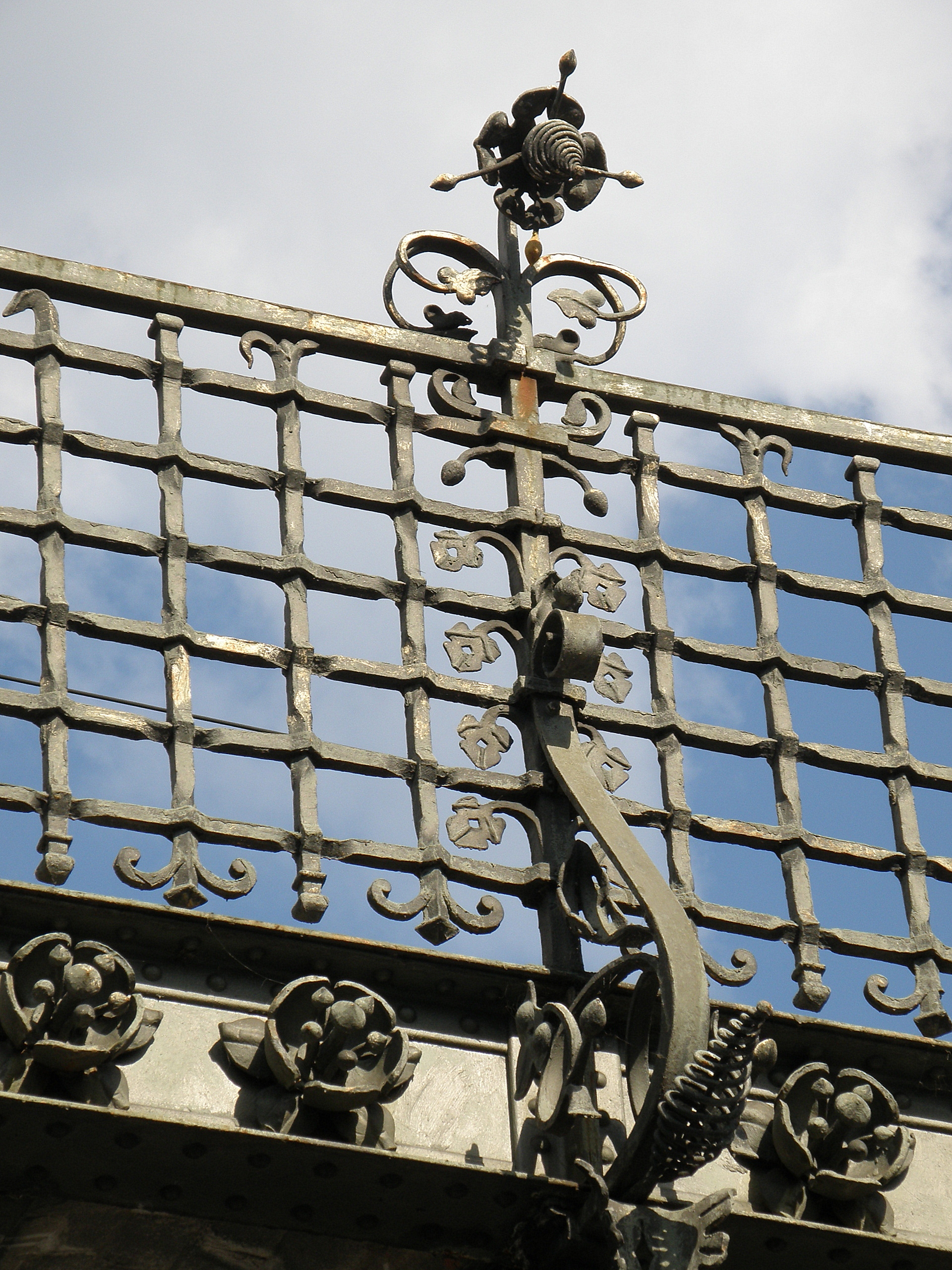
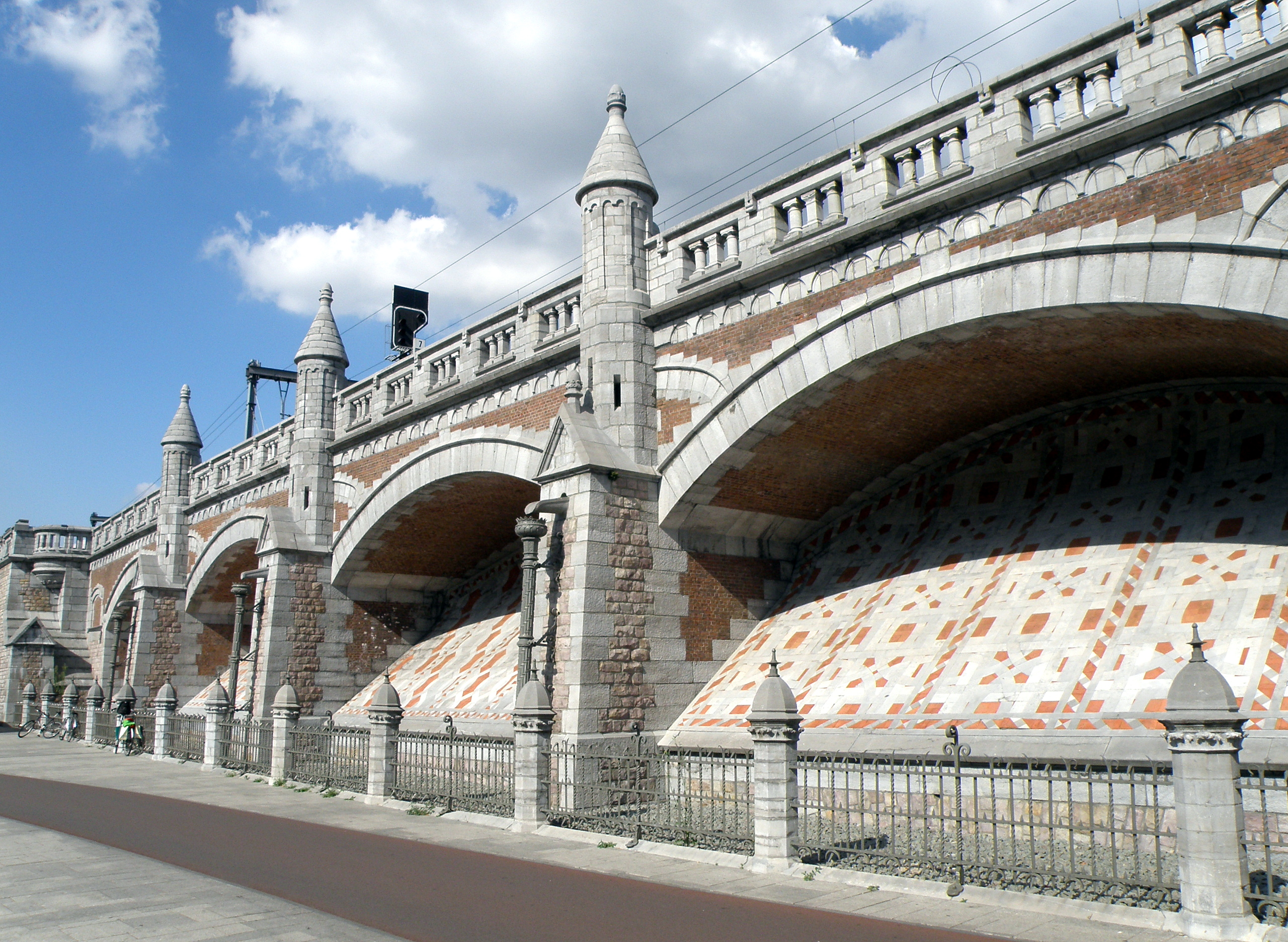
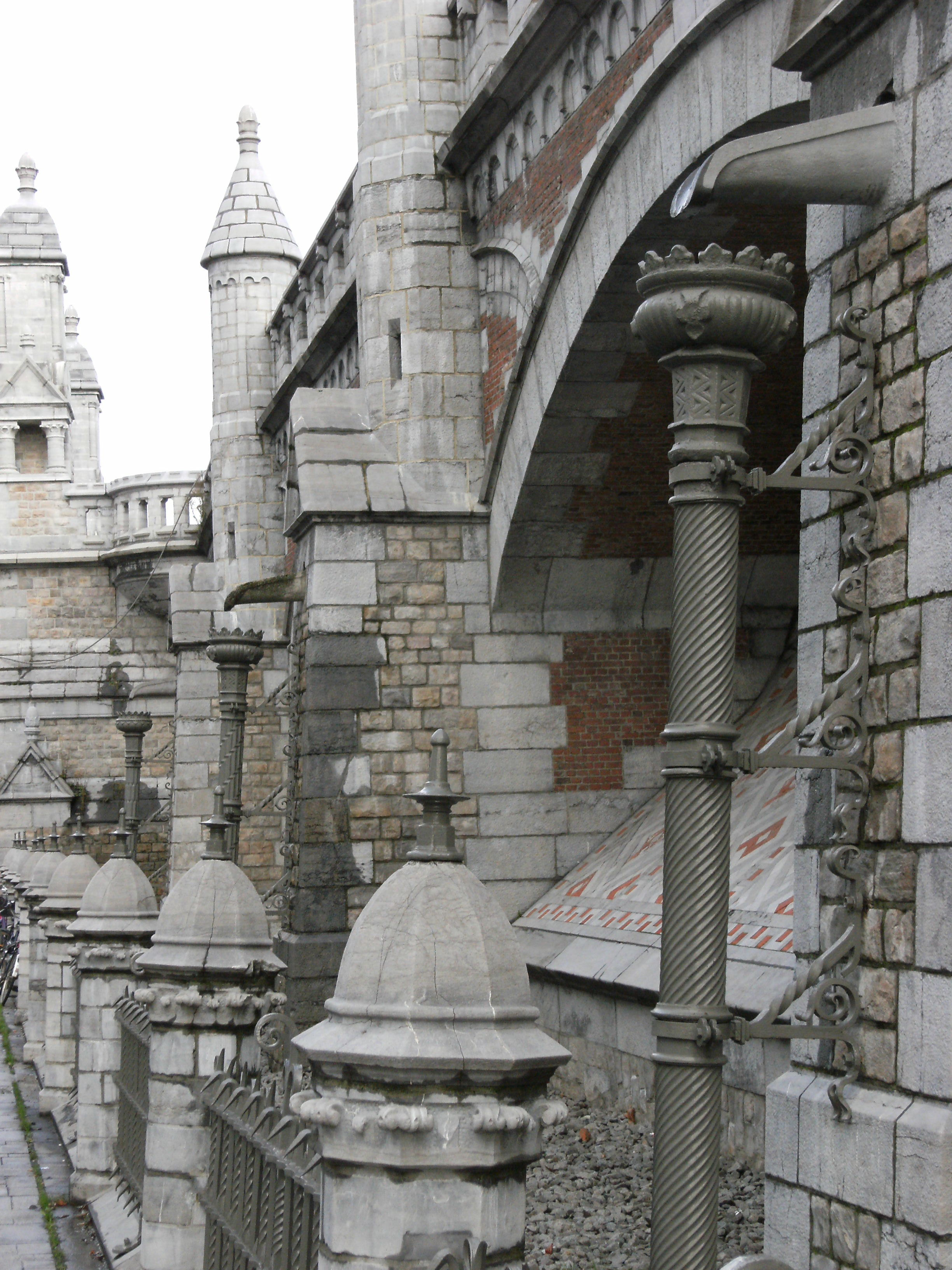
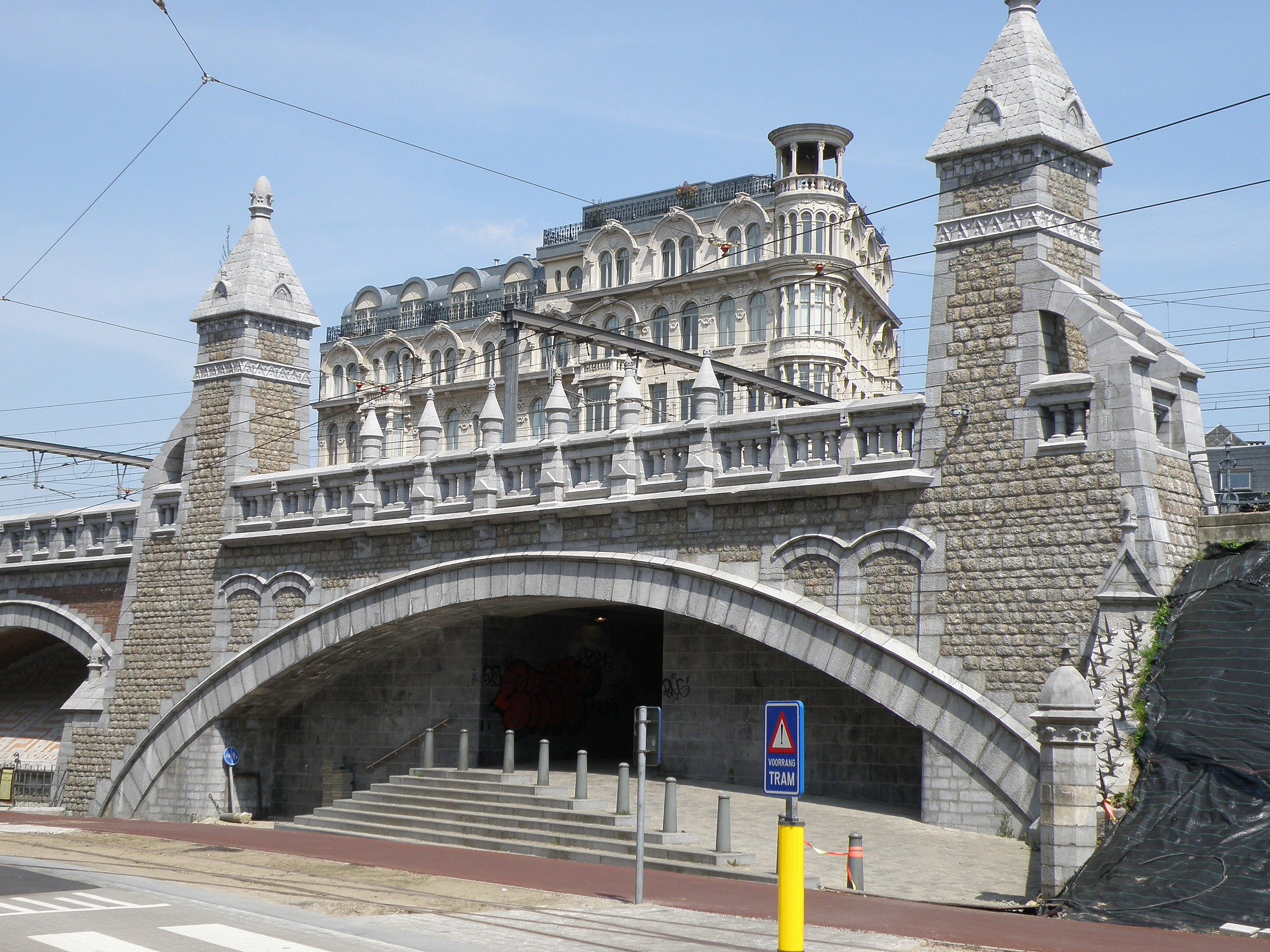